# Rumænske lei
Leu, flertal Lei, er Rumæniens møntenhed. Den opdeles i 100 bani (ental: ban).
Navnet betyder "løve" på rumænsk. Begrebet "løve" stammer fra hollandske mønter (leeuweendaalder) der havde et billede af dyret på avers. De første mønter i det forenede Rumænien blev kaldt "român" eller "românat" men i 1867 blev navnet "leu" officiel.
Møntenheden har flere gange været tilintetgjort af inflation. I 2005 var der valutareform: 10.000 gamle lei skiftedes for 1 ny leu.
Moldova bruger den moldoviske leu. Den bulgarske lev har samme etymologi.